# Libération
Libération és un conegut diari informatiu francès d'esquerra moderada. A França es coneix popularment com a Libé.

## Història
El diari va ser fundat el 5 de febrer de 1973 per Jean-Paul Sartre, Serge July i altres intel·lectuals de l'època. Li van posar el nom d'un altre diari clandestí que havia nascut del moviment de resistència francesa contra el nazisme a la Segona Guerra Mundial, el 1941, i que havia continuat després de la guerra fins al 1964. Al Libération de Sartre no s'acceptava publicitat i tots seus els treballadors tenien el mateix salari, en una organització no jerarquitzada. El primer número tenia només 4 pàgines. Els periodistes tenien el control sobre el diari i les decisions importants es prenien en assemblees generals, on tots els vots (periodistes, gestors i tècnics) tenien el mateix pes. Tothom cobrava la mateixa nòmina i el seu preu inicial fou de 80 cèntims de franc.
Al començament es posicionava com a diari comunista però, des que en Sartre el va deixar, a començaments dels 80, s'ha anat moderant. El 21 de febrer de 1981, el diari es va deixar de publicar temporalment fins al 13 de maig del mateix any, degut a una intensa crisi financera. El 1982 es veurien els primers anuncis al diari. Amb els anys la capçalera ha anat modificant el seu discurs, fins que actualment es considera "liberal-libertari" o de centreesquerra. Amb el canvi de director (Serge July fins al 2006) es va canviar de format i a poc a poc van començar a aparèixer anuncis.
El 2006, problemes financers (l'aparició i difusió d'internet fa baixar progressivament la tirada de tota la premsa escrita des del 2001) obliguen a acceptar un nou soci capitalista majoritari que no és gaire acceptat a la redacció (l'home de negocis francoisraelià Édouard de Rothschild). La seva resposta és una neteja de plantilla que comença pel seu director. Entre 2006 i 2009 hi ha hagut dos directors consecutius, primer Antoine de Gaudemar (durant nou dies, el novembre del 2006) i actualment ho és Laurent Joffrin. El 2007 el diari es posiciona a favor de Ségolène Royal (del PS, partit socialista francès) a les eleccions presidencials franceses.
L'11 de desembre de 2010, Libération va començar a acollir un mirall de la pàgina web de WikiLeaks, incloent els cables diplomàtics dels Estats Units i altres documents, en solidaritat amb WikiLeaks, per tal d'evitar que fos «asfixiat» pels «governs i les empreses que estaven intentant bloquejar el funcionament de WikiLeaks ni amb una decisió judicial». El 10 de febrer de 2014 va fer una portada informant de les protestes dels seus treballadors davant les intencions de l'empresa de convertir el diari en un complex multiserveis. El juny de 2015, Libération, treballant amb WikiLeaks, va informar que l'Agència de Seguretat Nacional dels Estats Units havia estat espiant en secret les converses telefòniques dels presidents Jacques Chirac, Nicolas Sarkozy i François Hollande almenys des de 2006 fins al 2012.
El diari té la seu a París i tirada nacional. El 2006, un 1% del seu capital pertanyia al diari espanyol El Mundo.

## Estadístiques
| Any                             | 1999    | 2000    | 2001    | 2002    | 2003    | 2004    | 2005    | 2006    | 2007    | 2008    | 2009    | 2010    | 2011    | 2012    | 2013    |
| ------------------------------- | ------- | ------- | ------- | ------- | ------- | ------- | ------- | ------- | ------- | ------- | ------- | ------- | ------- | ------- | ------- |
| Circulació de pagament a França | 169.427 | 169.011 | 174.310 | 164.286 | 158.115 | 146.109 | 142.557 | 133.270 | 132.356 | 123.317 | 111.584 | 113.108 | 119.205 | 119.418 | 101.616 |